# Diljá
Diljá Pétursdóttir, née le 15 décembre 2001, connue sous le mononyme Diljá, est une chanteuse islandaise. Elle représente l'Islande au Concours Eurovision de la chanson 2023 avec sa chanson Power.

## Carrière
Diljá fait ses débuts en participant au Ísland Got Talent en 2015. En 2020, elle s'installe à Copenhague pour étudier la physiothérapie et le chant.
Le 18 février 2023, elle présente sa chanson Lifandi inni í mér lors de la première demi-finale du Söngvakeppnin et se qualifie pour la finale. Le 4 mars, elle présente la version anglaise de sa chanson, Power. Lors de la super-finale, elle bat Langi Seli og Skuggarnir et est choisie pour représenter l'Islande au Concours Eurovision de la chanson 2023. Après l'émission, Lifandi inni í mer atteint la 11e place des charts tandis que Power atteint la 29e place. Elle interprète sa chanson lors de la deuxième demi-finale le 11 mai, mais elle n'est pas qualifiée pour la finale.

## Discographie

### Single
- 2023 : Power